# 卡尔·马伊
卡尔·马伊（德語：Karl Mai，1928年7月27日—1993年3月15日），德国前男子足球运动员，场上位置是中场。他曾代表西德国家队参加1954年国际足联世界杯，结果队伍获得冠军。